# Mochichino
Mochichino är en ort i Mexiko.   Den ligger i kommunen Zongolica och delstaten Veracruz, i den sydöstra delen av landet, 260 km öster om huvudstaden Mexico City. Mochichino ligger 419 meter över havet och antalet invånare är 155.
Terrängen runt Mochichino är kuperad åt nordost, men åt sydväst är den bergig. Runt Mochichino är det ganska tätbefolkat, med 100 invånare per kvadratkilometer. Närmaste större samhälle är Cosolapa, 16,9 km öster om Mochichino. I omgivningarna runt Mochichino växer i huvudsak städsegrön lövskog.